# Finleyville
Finleyville är en ort i Washington County i delstaten Pennsylvania. Orten har fått namn efter bosättaren John Finley. Vid 2010 års folkräkning hade Finleyville 461 invånare.